# 塞尤姆·梅斯芬
塞尤姆·梅斯芬（1949年1月25日—2021年1月13日），埃塞俄比亚政治人物。曾任外交部长、驻中华人民共和国大使。

## 生平
1949年1月25日生于阿迪格拉特。1967年至1971年，就读于巴赫达尔理工学院化学专业。1974年毕业于海尔·塞拉西一世大学科学学院。1975年参与成立提格雷人民解放阵线。1980年代，他担任埃塞俄比亚人民革命民主阵线外交事务委员会主席。他也是提格雷马列主义联盟成员。
1991年，埃塞俄比亚人民革命民主阵线推翻门格斯图·海尔·马里亚姆，成立过渡政府。他出任外交部长。2001年至2011年，担任埃塞俄比亚航空公司董事长。2002年至2011年，担任提格雷解放基金会董事长。
2011年至2017年，他出任埃塞俄比亚联邦民主共和国驻中华人民共和国特命全权大使。2014年至2016年，担任东非政府间发展组织特派南苏丹争端主要调解人。
2021年1月13日，他在埃塞俄比亚北部提格雷地区的一次冲突中丧生，终年71岁。